# 김동범 (축구 선수)
김동범(한국 한자: 金東範, 2000년 8월 20일 ~ )은 대한민국의 축구 선수로, 포지션은 공격수이다.